# 农大南路站
农大南路站是一个位于中国北京市海淀区马连洼街道圆明园西路、天秀路和农大南路交叉口，属于北京地铁16号线的地铁车站，2014年开始施工，原计划于2016年末同16号线西苑及其以北其余9站一同开通，但由于出入口施工进度等因素暂缓开通，列车在此“飞站”通过，直至2017年12月30日投入使用。

## 车站結構

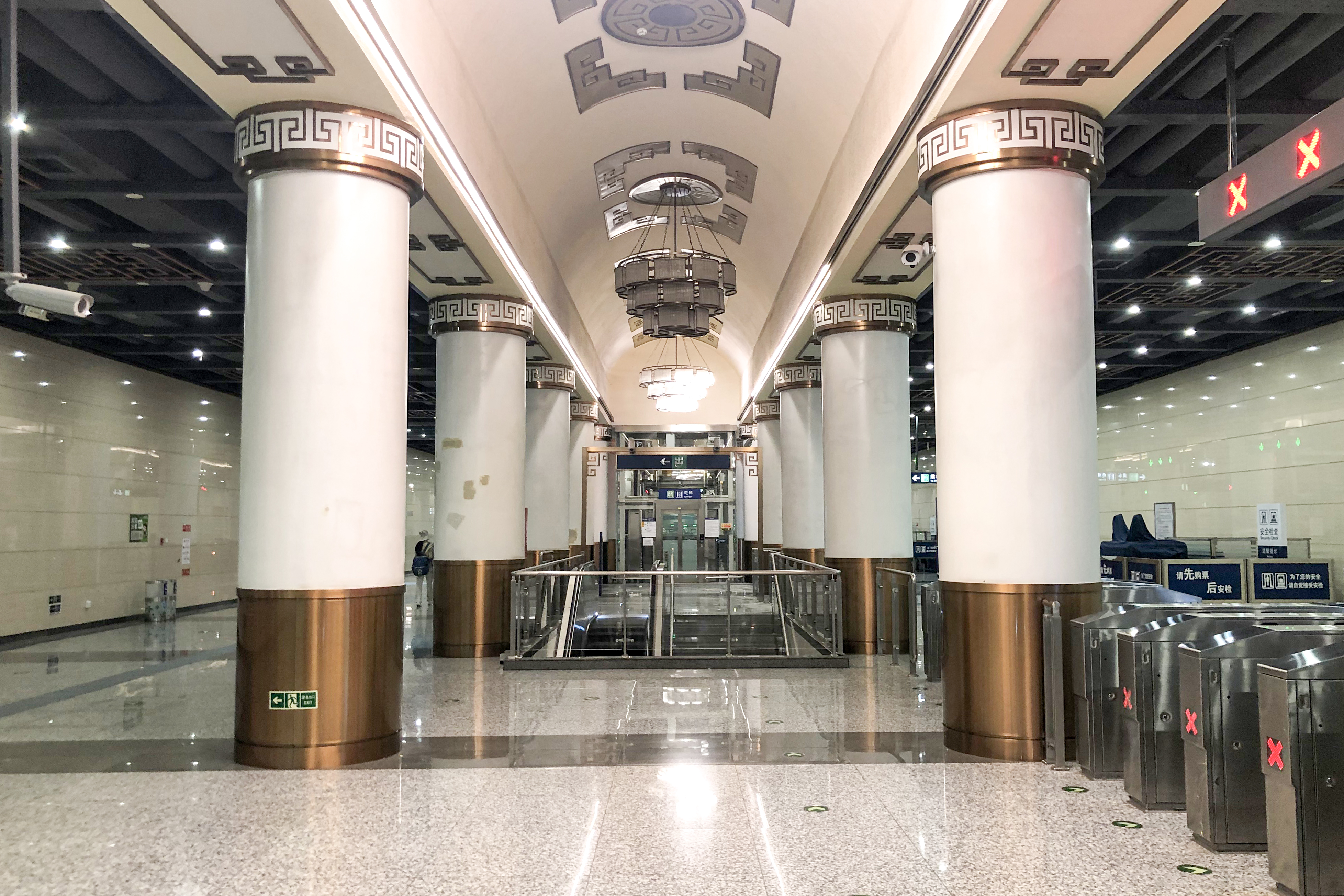
站厅

### 车站楼层
农大南路站车站总长269.0米，站厅层宽19.7米，有效站台宽12.0米，为地下两层双柱三跨车站。
| 地面层          | 出入口                   | A—D出入口                  |
| 地下一层 站厅层 | 站厅                     | 安全检查、售票机、客服中心 |
| 地下二层 站台层 |                          | █ 16号线往北安河（马连洼） |
| 地下二层 站台层 | 岛式站台，左側開门       |                            |
| 地下二层 站台层 | █ 16号线往宛平城（西苑） |                            |

### 站台
本站设有一个岛式站台，位于圆明园西路地底。全部站台面均设有屏蔽门。

站台全景图（2018年1月摄）

## 出入口

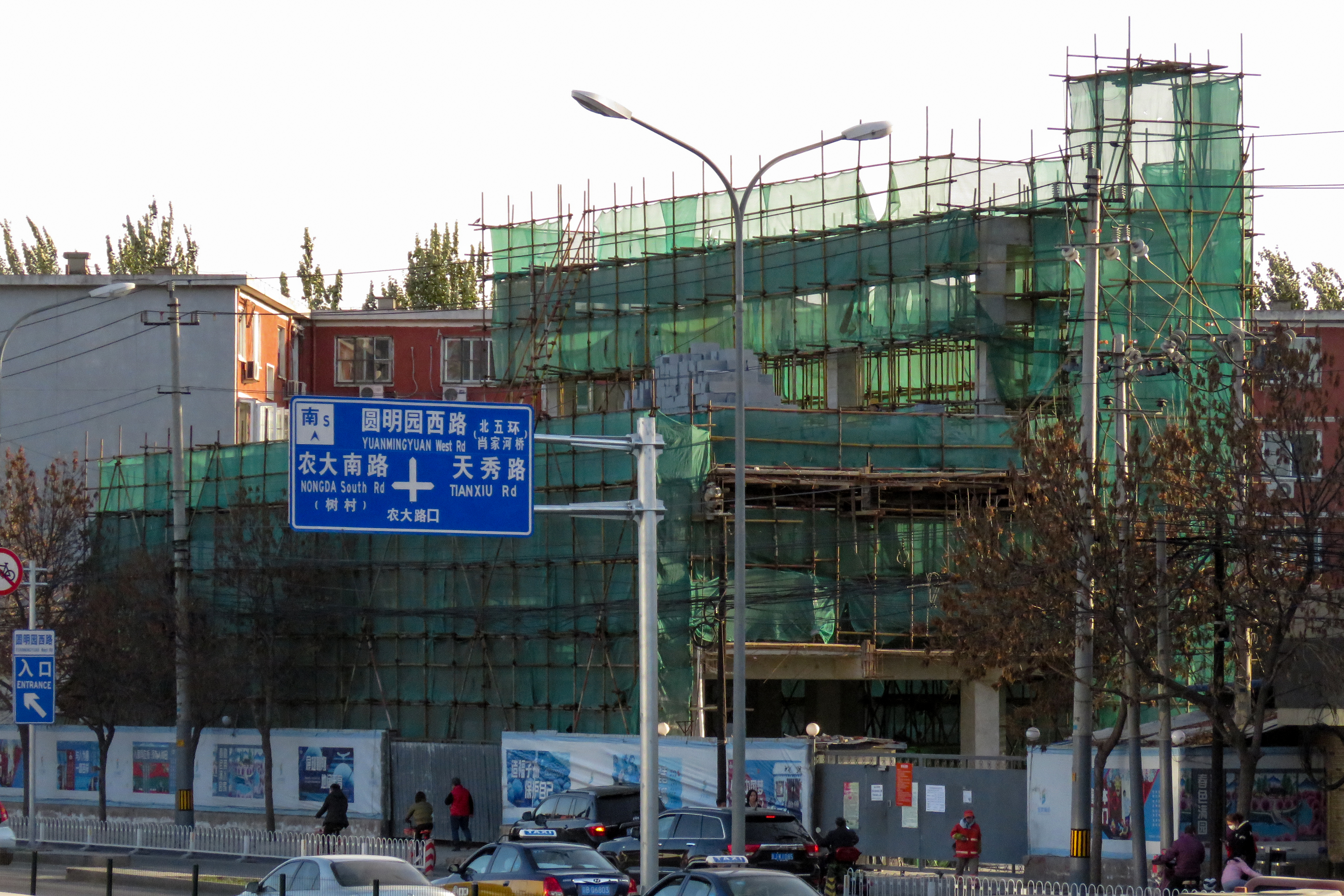
建设中的A出入口（2017年11月摄）

农大南路站共设4个出入口，A（西北）口和B（东北）口位于中国农业大学西校区西南的圆明园西路两侧，C（东南）口位于农大南路与圆明园西路交叉口的东南角，D（西南）口位于圆明园西路与天秀路交叉口西南角，同时设有一台垂直电梯。
|                       |            |                                                                                |      |            |
| 編號                  | 指示       | 建議前往的目的地                                                               | 照片 | 无障碍设施 |
| 出口 · A              | 圆明园西路 | 圆明园西路（西侧）、中国农业大学附属中学、北京农业大学附属小学                 |      | 不適用     |
| 出口 · B              | 圆明园西路 | 圆明园西路（东侧）、中国农业大学（西校区）                                     |      | 不適用     |
| 出口 · C              | 农大南路   | 农大南路（南侧）、中国农业科学院植物保护研究所、北京大学附属小学（肖家河分校） |      | 不適用     |
| 出口 · D · 升降机标志 | 圆明园西路 | 圆明园西路（西侧）、北京建设大学、中关村第一小学                               |      |            |
| 註： 設有             |            |                                                                                |      |            |

## 历史
2011年，铁道第三勘察设计院公布的海淀山后线第一次环评公示显示，山后线在农大南路设农大南路站。2013年12月10日，本站工程名定为肖家河站。
本站在早期规划中只在天秀路口南侧设出入口。2014年，应中国农业大学等方面的要求，北京市规划委员会、交通委员会等部门将本站的位置整体北移。2016年9月，本站复名为农大南路站，此前农大方面曾建议将本站命名为“农业大学站”，但由于北京市自2009年起规定一般不以人名、企事业单位名称作地名，而未能成事，后经多次协商沟通才改为农大南路站。
由于出入口施工进度等因素，本站并未与16号线北段同期开通，直至2017年12月30日才正式启用。本站D口直梯和A口于2022年3月30日启用。

## 脚注
1. ↑  规划建设阶段曾称肖家河站